# Böhler-Uddeholm

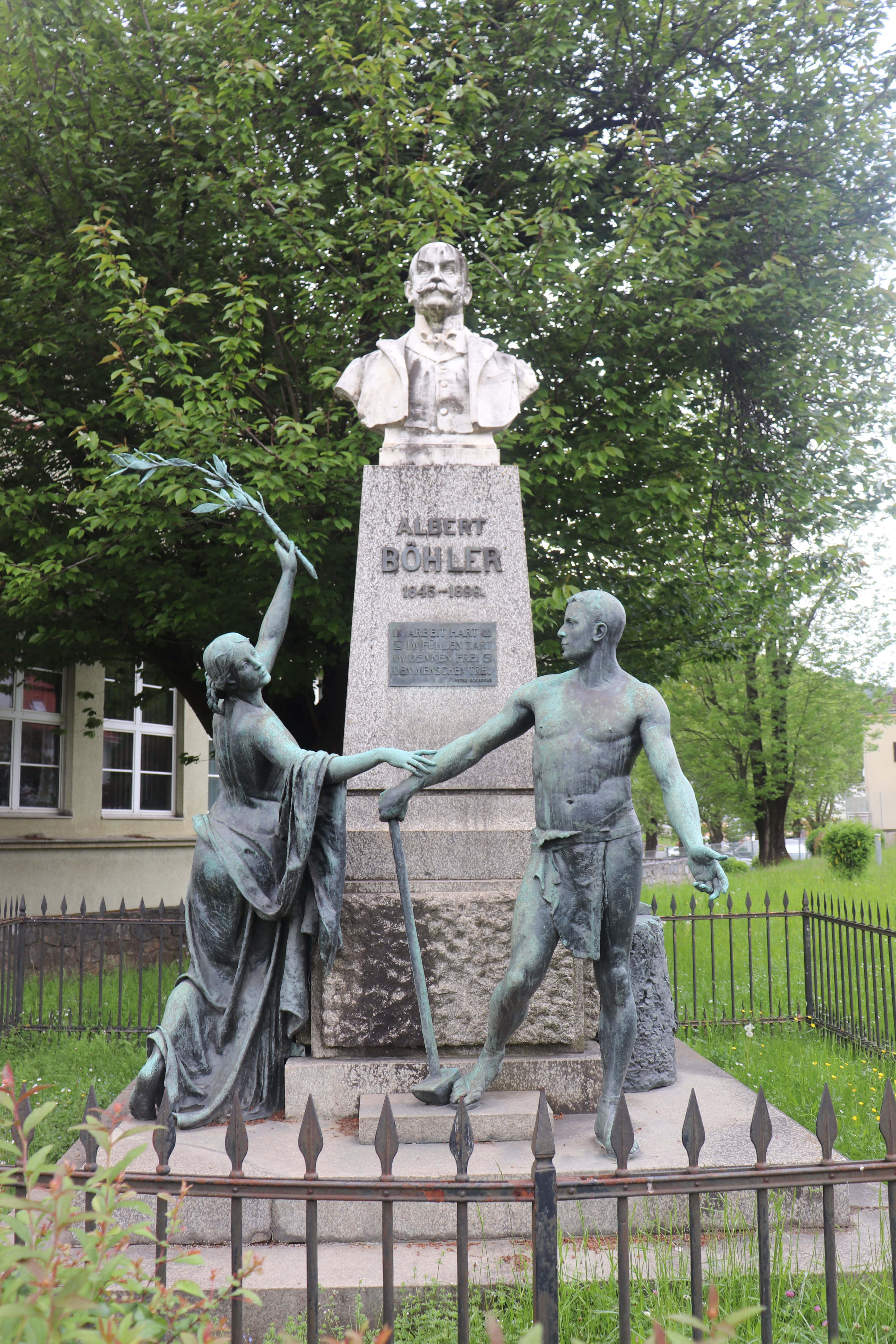
Busto de Albert Böhler em Kapfenberg

Böhler-Uddeholm é uma grande companhia austríaca/sueca especializada na produção de aços para ferramentas, produtos de soldagem, pedaços de ferro forjados e tiras de aço. A companhia atua em países como Áustria, Alemanha, Suécia, Brasil, Bélgica, Turquia, China, Estados Unidos e México.
Desde 10 de abril de 1995, a Böhler-Uddeholm está listada na Bolsa de Viena. Em outubro de 2007, a Voestalpine comprou 79% do capital social da companhia.
A empresa Aços Böhler-Uddeholm está instalada em São Bernardo do Campo, no estado de São Paulo, desde 1948. A linha de negócios da companhia inclui a comercialização de produtos de metal semi-acabados.